# 526
526(오백이십육)은 525보다 크고 527보다 작은 자연수다.

## 수학
- 합성수로, 그 약수는 1, 2, 263, 526이다. 진약수의 합은 266이므로, 526은 부족수다.
- 15번째 중심있는 오각수다. 앞의 중심있는 오각수는 456, 다음은 601이다.

## 과학·기술
- 글리제 526(영어판): 목동자리에 있는 적색왜성.
- 코스모스 526호(영어판): 소련의 인공위성.

## 교통
- 수도권 전철 5호선 여의도역의 역번호.

## 문화재
- 대한민국의 보물 제526호: 여주이씨 옥산문중 유묵
- 대한민국의 사적 제526호: 양주 대모산성

## 방송
- KT HCN의 폴라리스TV 채널 번호.

## 기타
- 날짜: 5월 26일
- 연도: 526년, 기원전 526년